# Ochna comorensis
Ochna comorensis är en tvåhjärtbladig växtart som beskrevs av Henri Ernest Baillon. Ochna comorensis ingår i släktet Ochna och familjen Ochnaceae. Inga underarter finns listade i Catalogue of Life.